# 172
172. је била проста година.

## Догађаји
- Цар Марко Аурелије са експедиционим трупом прелази Дунав. Он потчињава Маркомане и њихове савезнике, а затим их, у пакту потписаном са германским племенима, доводи у Римско царство да би заузели области које је опустошила куга.
- Сармати нападају доњу дунавску границу.
- Авидије Касије, гувернер Сирије, гуши аграрну побуну у Египту и постаје врховни командант римске војске
- Битка код Јвавона: премијер Гогурјео Мјеонгним Дап-бу побеђује снаге кинеске династије Хан у Манџурији.
- Тацијан ствара свој Диатесарон, хармонију четири јеванђеља.
- Монтанизам се шири Римским царством.